# Гасаналиев, Эльвин Фуад оглы
Эльвин Фуад оглы Гасаналиев (азерб. Həsənəliyev Elvin Fuad oğlu; 7 августа 1993, Баку, Азербайджанская ССР) — азербайджанский футболист, амплуа — полузащитник.

## Клубная карьера
Эльвин Гасаналиев начал заниматься футболом в возрасте 8 лет в детской возрастной группе ФК «Шафа» под руководством тренера Ибрагима Дадашова. Проведя здесь два года, вместе со своим первым тренером переходит в клуб «Руслан-93», где занимается ещё один год. С 12 лет выступает в чемпионате Баку среди футболистов 1992—1993 годов рождения в составе ФК «Спартак» Баку под руководством Гамзы Фараджева.
В 2008 году начинает свои выступления в составе юношеской команды (до 15 лет) бакинского «Нефтчи», где его тренером вновь является Гамза Фараджев, которого в 2009 году сменяет тренер Вагиф Пашаев.

### Чемпионат
Профессиональную карьеру футболиста начал в 2010 году с выступления в дублирующем составе ФК «Гянджа». В 2011 году переходит в основной состав гянджинцев. При этом команда возвращает себе первоначальное название — «Кяпаз» и выступает в Премьер-лиге Азербайджана. В июле 2013 года, во время летнего трансферного окна перешёл в клуб азербайджанской Премьер-лиги «Ряван» Баку.
Статистика выступлений в чемпионате Азербайджана по сезонам:
| № | Сезон       | Клуб    | Лига         | Игр | Голов |
| - | ----------- | ------- | ------------ | --- | ----- |
| 1 | 2011 / 2012 | «Кяпаз» | Премьер-лига | 0   | 0     |
| 2 | 2012 / 2013 | «Кяпаз» | Премьер-лига | 21  | 1     |
| 3 | 2013 / 2014 | «Ряван» | Премьер-лига | 13  | 0     |

### Кубок
В Кубке Азербайджана провел шесть игр, одну из которых, будучи игроком ФК «Кяпаз», а две в составе ФК «Ряван».
Статистика выступлений в Кубке Азербайджана по сезонам:
| № | Сезон       | Клуб    | Игр | В запасе | Голов |
| - | ----------- | ------- | --- | -------- | ----- |
| 1 | 2012 / 2013 | «Кяпаз» | 1   | 0        | 0     |
| 2 | 2013 / 2014 | «Ряван» | 4   | 3        | 1     |